# Folie Saint-James
Pour les articles homonymes, voir Saint James.
La Folie Saint-James (prononcer [ʒam] et non [dʒɛms]) est une demeure située à Neuilly-sur-Seine, dans les Hauts-de-Seine, en France, qui appartenait à Claude Baudard de Vaudésir de Sainte-James, baron de Sainte-Gemmes-sur-Loire, contrôleur général de la Marine de Louis XV. Il fit construire et aménager en 1777 par François-Joseph Bélanger une maison et un domaine luxueusement décoré de fabriques et planté d’arbres recherchés appelé « folie » à Neuilly-sur-Seine, près de Paris.
La Folie et son parc font l’objet d’un classement au titre des monuments historiques depuis 1922.

## Historique

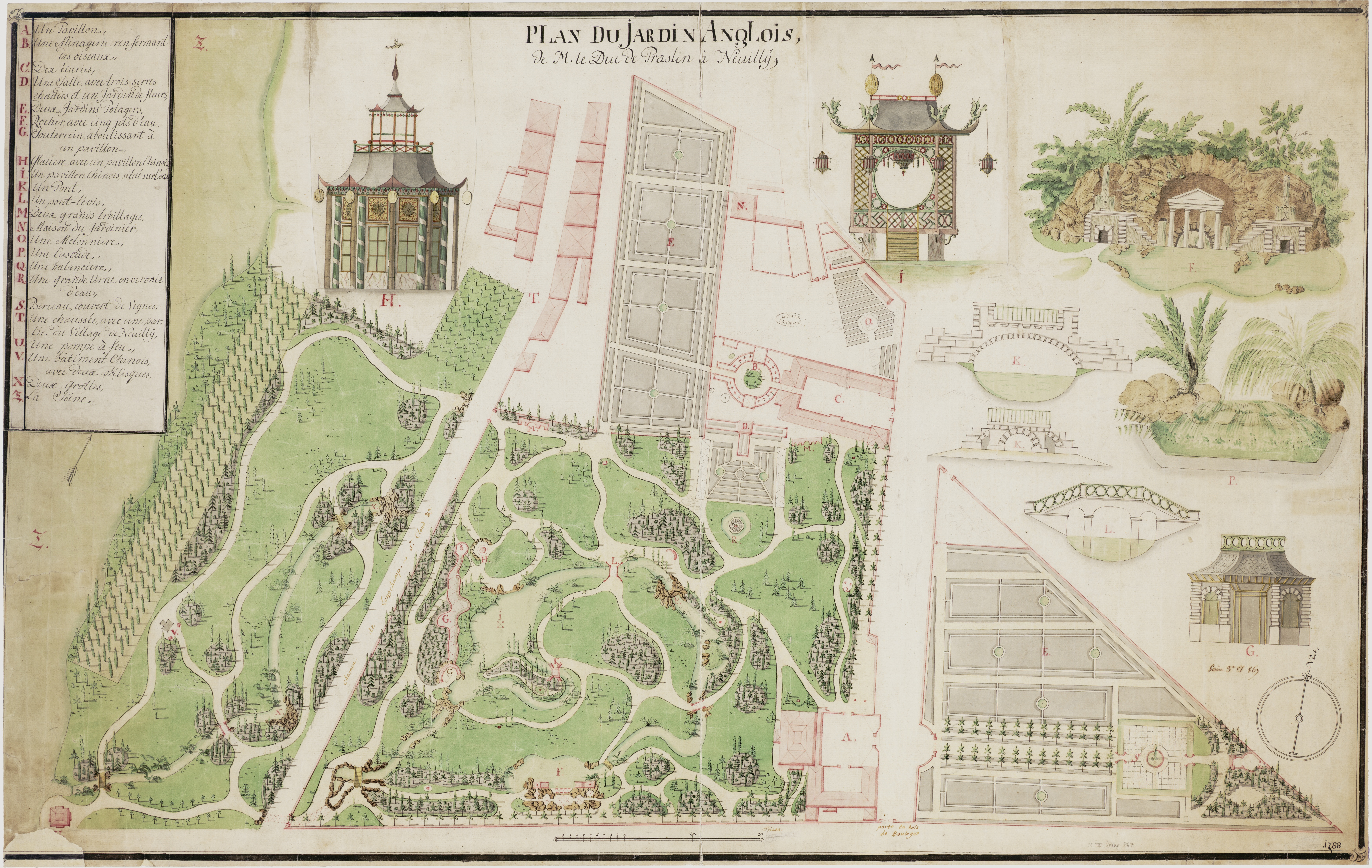
Plan du parc de 1788 montrant la plus belle partie au nord.

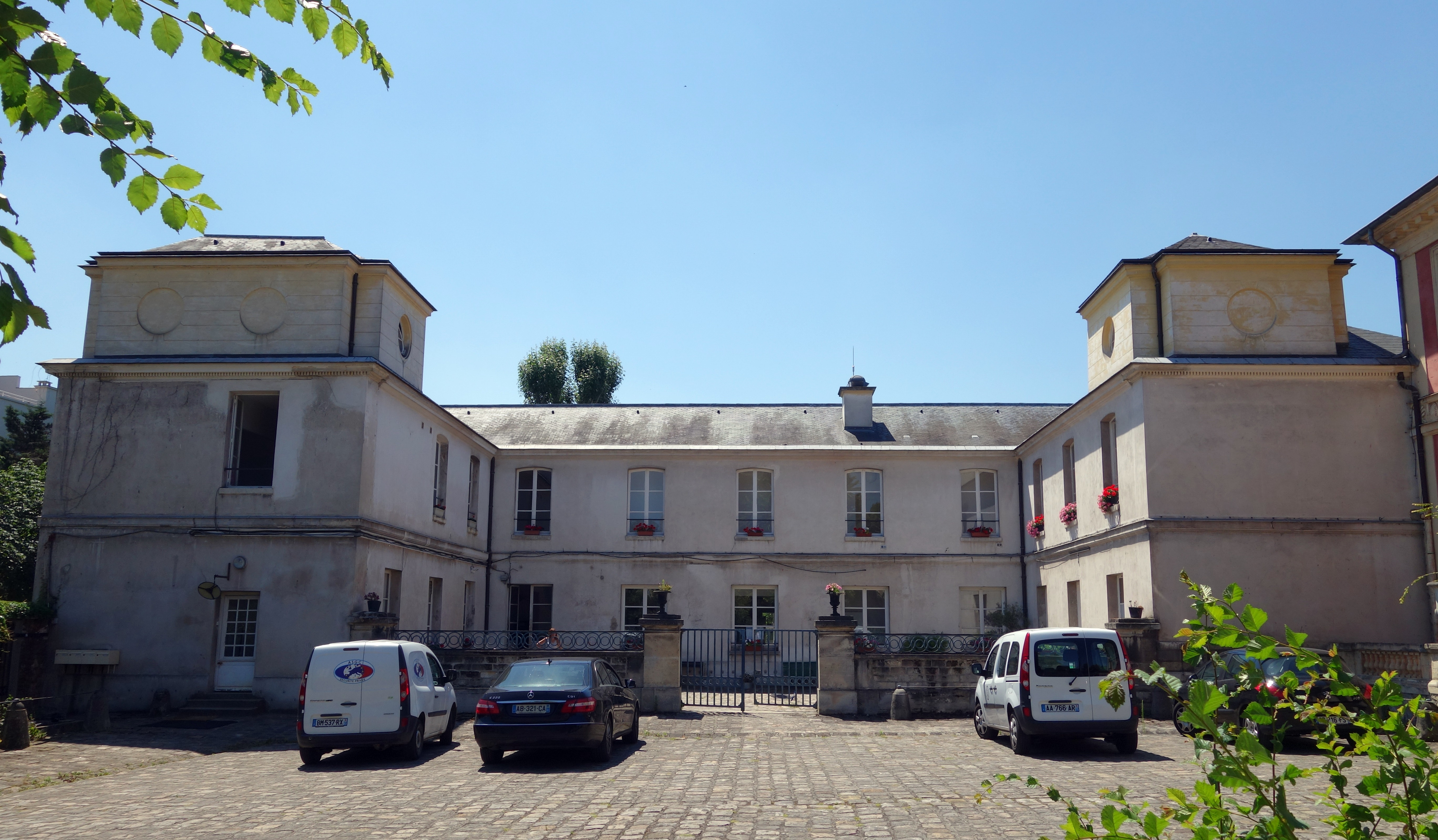
Les anciens communs, ancienne maison du domaine de la Chambre.

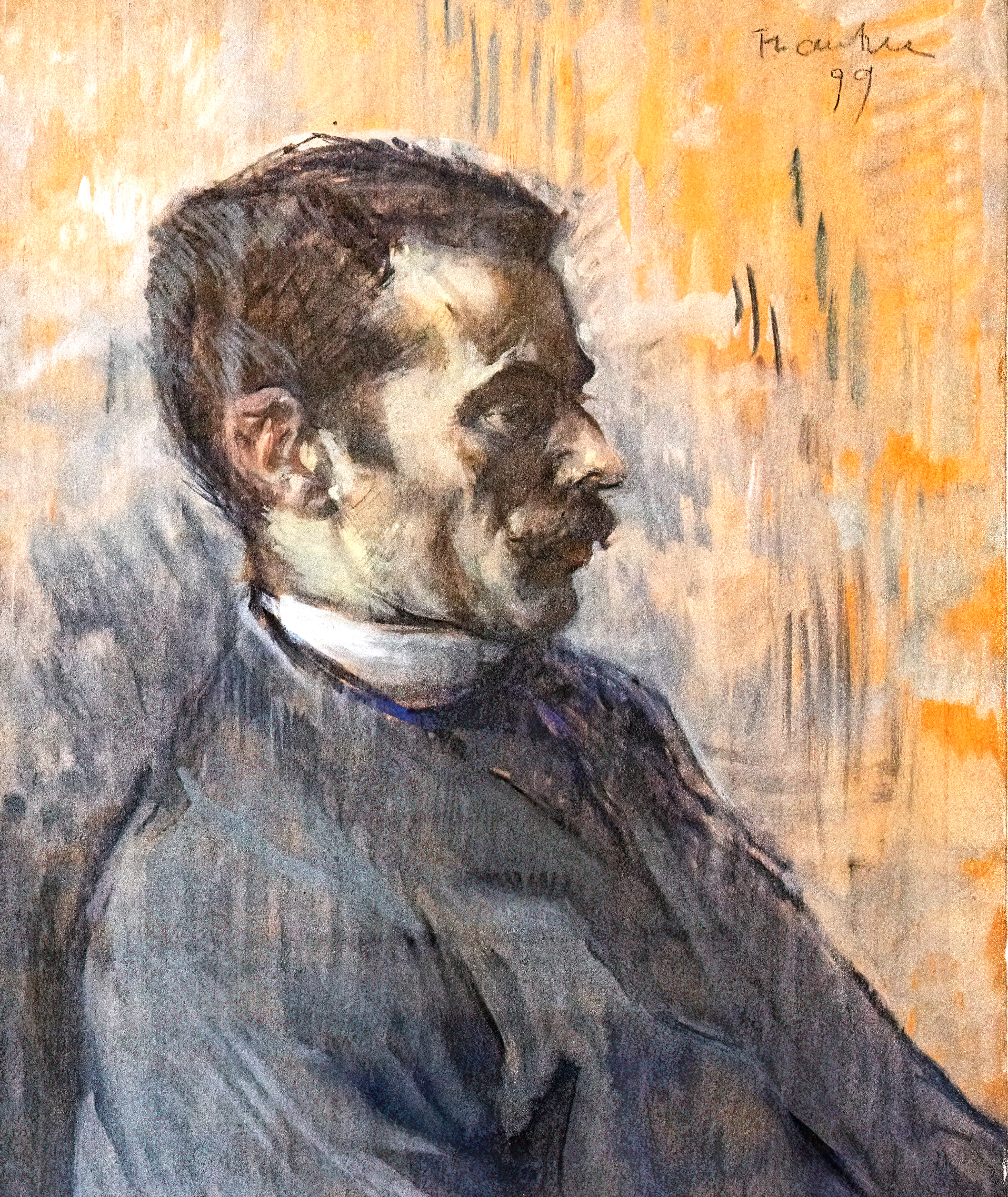
Mon gardien. Maison de santé de Neuilly, Toulouse-Lautrec, 1899.

Au XVIIIe siècle, le château de Madrid situé à Neuilly-sur-Seine était en ruines. Une autre demeure, une maison de maître d’allure classique en forme de fer à cheval, avait été bâtie en 1638 le long du mur de ce château : le domaine de la Chambre. En 1772, Claude Baudard de Vaudésir, baron de Sainte-James et riche financier, acheta ce domaine. Neuilly était alors à la campagne.
En 1777, le comte d’Artois, futur Charles X, se fit construire une folie dans le bois de Boulogne voisin par François-Joseph Bélanger. Bélanger était le premier architecte du comte et l’un des plus grands paysagistes de son temps. Le baron de Sainte-James demanda alors à Bélanger de lui construire une folie afin de pouvoir rivaliser avec la folie d’Artois. Bélanger ajouta sur l’angle gauche de la maison de maître un vaste pavillon aux lignes palladiennes, en brique et en pierre. La demande de Saint-James à l’architecte fut la suivante : « Faites ce que vous voulez pourvu que ce soit cher. ». La maison de maître du domaine de la Chambre fut conservée et transformée en communs.
L’aménagement du parc commença dès 1777. Bélanger, avec Jean-Baptiste Chaussard, le conçut sur le modèle des jardins pittoresques et anglo-chinois du XVIIIe siècle en France, typiques des parcs à fabriques à la mode à l’époque. D’une superficie de douze hectares (65 arpents), il s’étendait alors des deux côtés de la route de Bagatelle à Neuilly (l'actuelle rue de Longchamp) ; les parties communiquant par deux souterrains. Une rivière sinueuse, ou canal, accompagnée de multiples ponts, cascades, îles, lacs et grottes, traversait le jardin. Le domaine longeait une partie de la Seine, dont l’eau alimentait la rivière grâce à une « pompe à feu ». Les fabriques étaient notamment des ponts, kiosques, pavillons, grottes et cascades,. L’ensemble aurait coûté dix millions de livres selon Krafft, voire quatorze millions d’après d’autres sources.
Lorsque Baudard de Saint-James fit faillite en 1787, ses biens furent saisis. Pendant la Révolution, la demeure est victime de graves dégradations par la Bande Noire. Le duc et la duchesse de Choiseul-Praslin achetèrent alors la Folie et son parc aux enchères à très bas prix, pour seulement 262 000 livres. Ils la cédèrent en 1795 à la famille Bobierre, qui la loua. En 1811, le domaine fut morcelé en six lots puis vendu de nouveau en 1812. Il fut loti progressivement et se détériora. En 1844, le docteur Casimir Pinel, spécialiste des maladies nerveuses et neveu de Philippe Pinel, installa une maison de santé dans la propriété. Le peintre Henri de Toulouse-Lautrec y séjourna en 1899. Les descendants du médecin, les Semelaigne, poursuivirent cette activité jusqu’en 1920.
De nouveaux propriétaires, les Lebel, rénovèrent la propriété et transformèrent une partie de ce qui restait du parc dans le style Art déco. Ils aménagèrent un jardin clos avec un temple de l’Amour ainsi qu’un bassin rectangulaire d’inspiration mauresque et une roseraie. Mais, pour réaliser ces aménagements, ils démolirent des fabriques originales comme la glacière ou le kiosque de la rue. La Folie Saint-James fut classée aux monuments historiques le 23 janvier 1922 et le pavillon de musique le 28 avril suivant. Entre 1944 et 1947, la Folie fut occupée par les Allemands puis les Américains ; les communs furent fortement endommagés. La famille Lebel la vendit alors à l’État en 1952. Un lycée public fut construit entre 1956 et 1959 sur une partie du parc (l'entrée de l'établissement se situe rue de Longchamp), la Folie servant de locaux administratifs, tandis que les communs servent de cantine. Le parc de la Folie n’était alors ouvert au public que pendant les week-ends et les vacances scolaires. La rénovation du lycée en 2006 et 2007 permit de libérer le bâtiment de la Folie de sa fonction administrative et le jardin devint ouvert au public tous les jours. La Folie Saint-James et son parc sont depuis 2009 le vingtième parc départemental et la propriété du conseil départemental des Hauts-de-Seine. Une restauration de la Folie, du parc et des fabriques est prévue, les premières études ayant eu lieu en 2010-2011. Retardée, la restauration commencera au second semestre 2014 pour une durée de quatorze mois et un coût de 2,5 millions d'euros. Les fabriques subsistantes seront restaurées et le parc réaménagé pour le mettre en valeur, toutefois la destination de la Folie n’a pas encore été décidée.
Les travaux, à nouveau repoussés, ne commenceront qu'à la fin avril 2015 et dureront un an.

## Description

### La maison

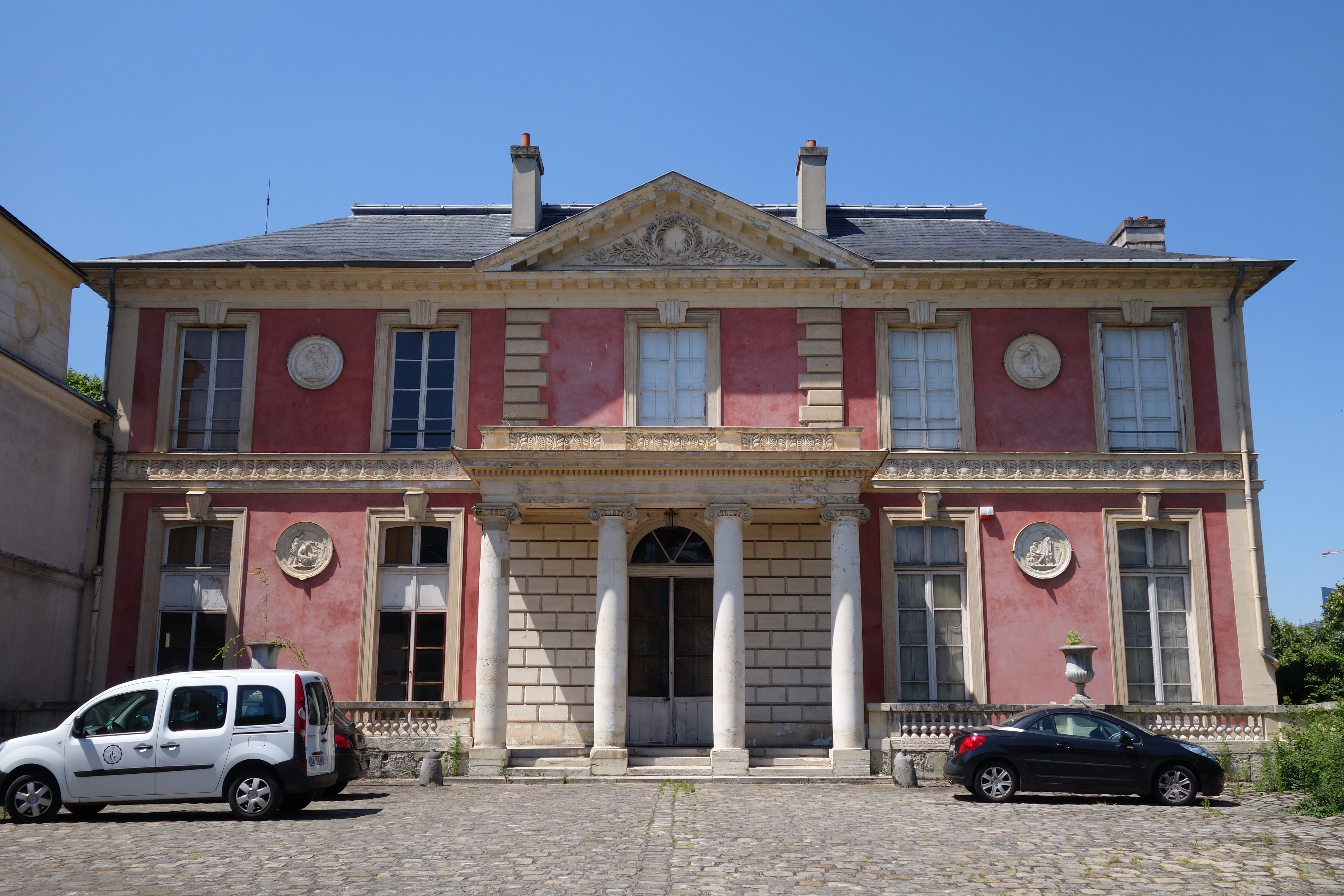
La façade donnant sur la cour d’honneur.

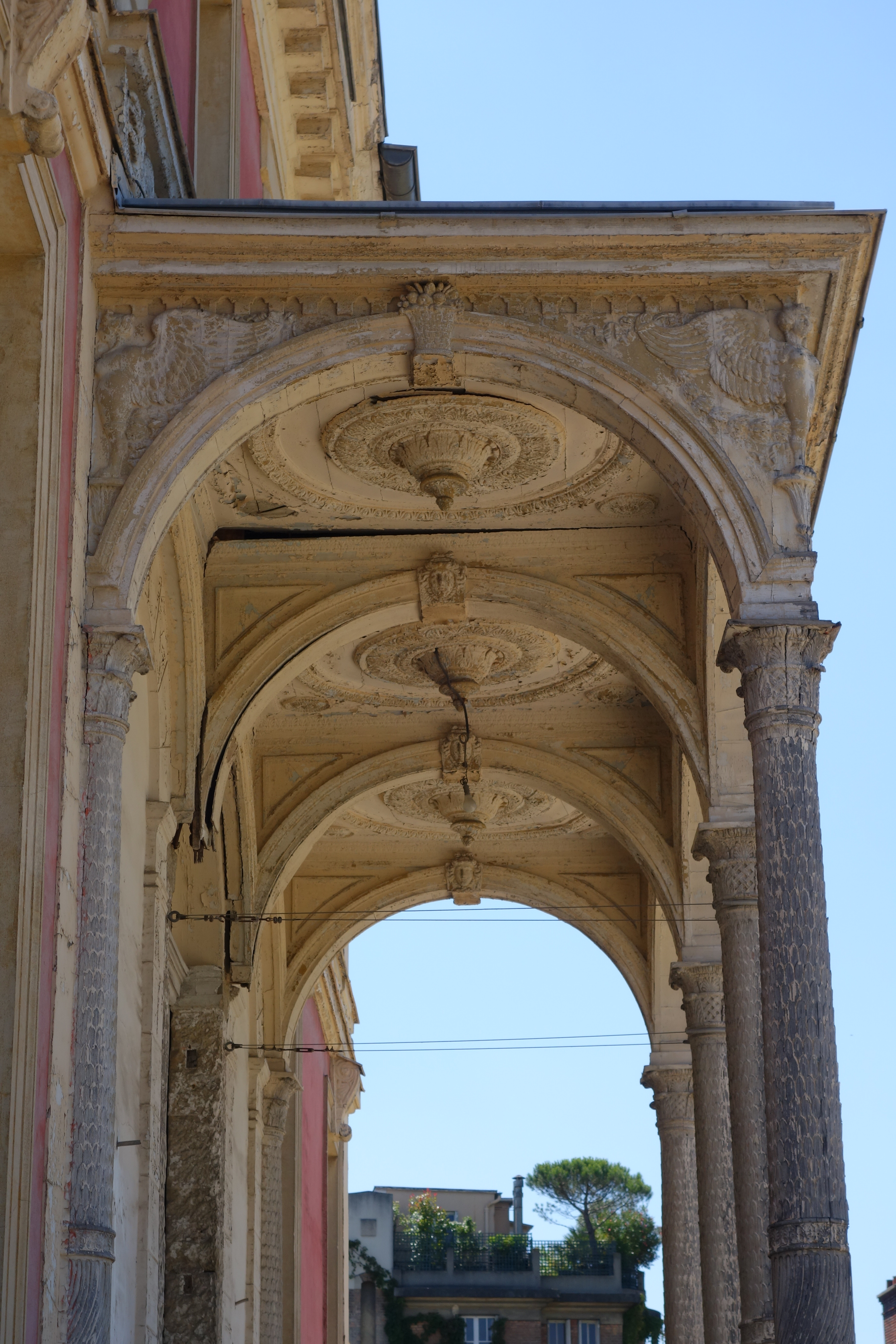
Le porche côté jardin, en mauvais état.

La maison à un étage est construite en brique et en pierre. Ses façades néoclassiques ont été crépies de rose en 1950. Les deux faces principales sont décorées d’un porche à quatre colonnes, élevé sur un soubassement, ainsi que d’un fronton central. Ces façades, à cinq croisées ornées de chambranles, sont également décorées de corps de refend et de corniches qui se détachent en blanc sur le fond rose auparavant de brique. Des médaillons sculptés se trouvaient entre les fenêtres ; cependant, ceux-ci ne sont plus présents que du côté de la cour d’honneur. Le toit à quatre pans est en ardoise.
Du côté de la cour d’honneur, un porche à quatre colonnes ioniques se trouve au centre du rez-de-chaussée et protège la porte d’entrée cintrée à deux vantaux. La façade sous le porche est en bossage. Le perron longeant la façade est bordé d’une balustrade et de vases en pierre. Une frise de palmettes en pierre sépare le rez-de-chaussée du premier étage, tandis qu’une corniche marque la séparation avec le toit.
La façade donnant sur le jardin est très semblable à celle donnant sur la cour. Les médaillons entre les fenêtres ont toutefois disparu. Le porche central, de bois richement sculpté, surmonte un perron et est formé de trois arcs cintrés reposant sur quatre colonnes sculptées en écailles. Les escaliers du perron se trouvent sur les côtés de celui-ci et sont bordés d’une balustrade dont les deux extrémités sont ornées d’une sculpture de lion couché.
À l’intérieur, le vestibule est décoré de statues et de vases représentant les quatre saisons en trompe-l'œil de tons ocre. La salle de billard accessible depuis le vestibule est décorée de griffons s’affrontant sur fond écarlate au-dessus des portes. L’escalier est orné d’une splendide rampe en fer forgé du XVIIIe siècle. La plupart des pièces du rez-de-chaussée ont conservé leurs boiseries, cheminées de marbre, parquets et décors en stuc. Ainsi, à droite, le grand salon d’angle possède un plafond remarquable en stuc de Nicolas Lhuillier, représentant des écoinçons, une caducée, une lyre et un flambeau ailé. Les appartements de Julie-Augustine, baronne de Saint-James, étaient tendus de toile de Jouy, en particulier les rideaux, les alcôves et les fauteuils.

### La cour d’honneur et les communs
La cour d’honneur (34, avenue de Madrid, auparavant route du Bois-de-Boulogne-à-Neuilly) a conservé ses pavés d’origine. Sur la gauche de la cour se trouve la « basse cour » (en opposition à la belle cour d’honneur), entre les ailes en U des communs. Les deux cours sont séparées et ne communiquent que par un portail. Ce portail se situe sur le passage traversant le centre des communs, de la « basse cour » et de la cour d’honneur jusqu’au jardin et formant ainsi un axe parallèle à la façade principale de la Folie.

### Le parc

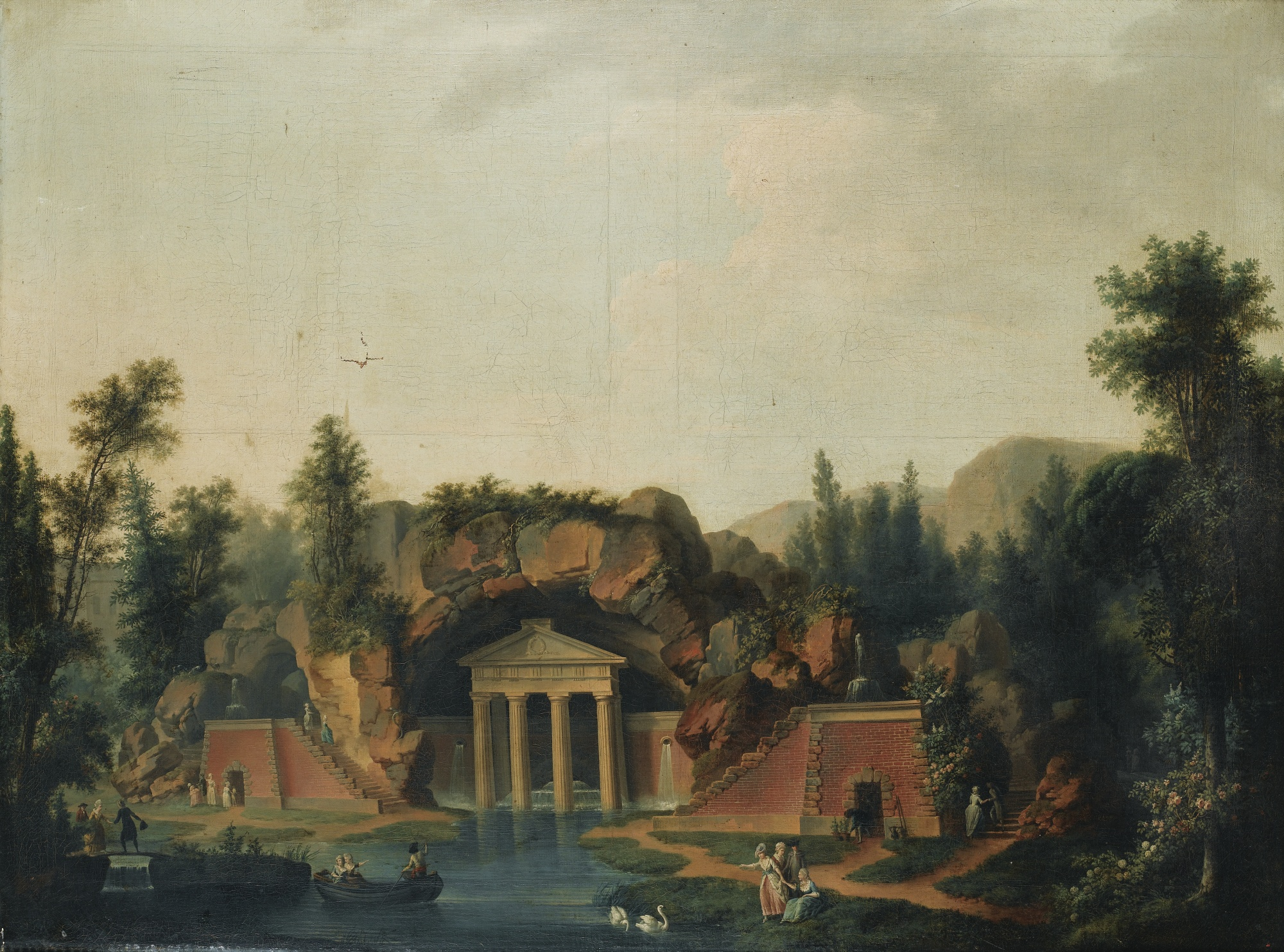
Huile sur toile de Claude-Louis Châtelet montrant le Grand Rocher et des promeneurs en barque.

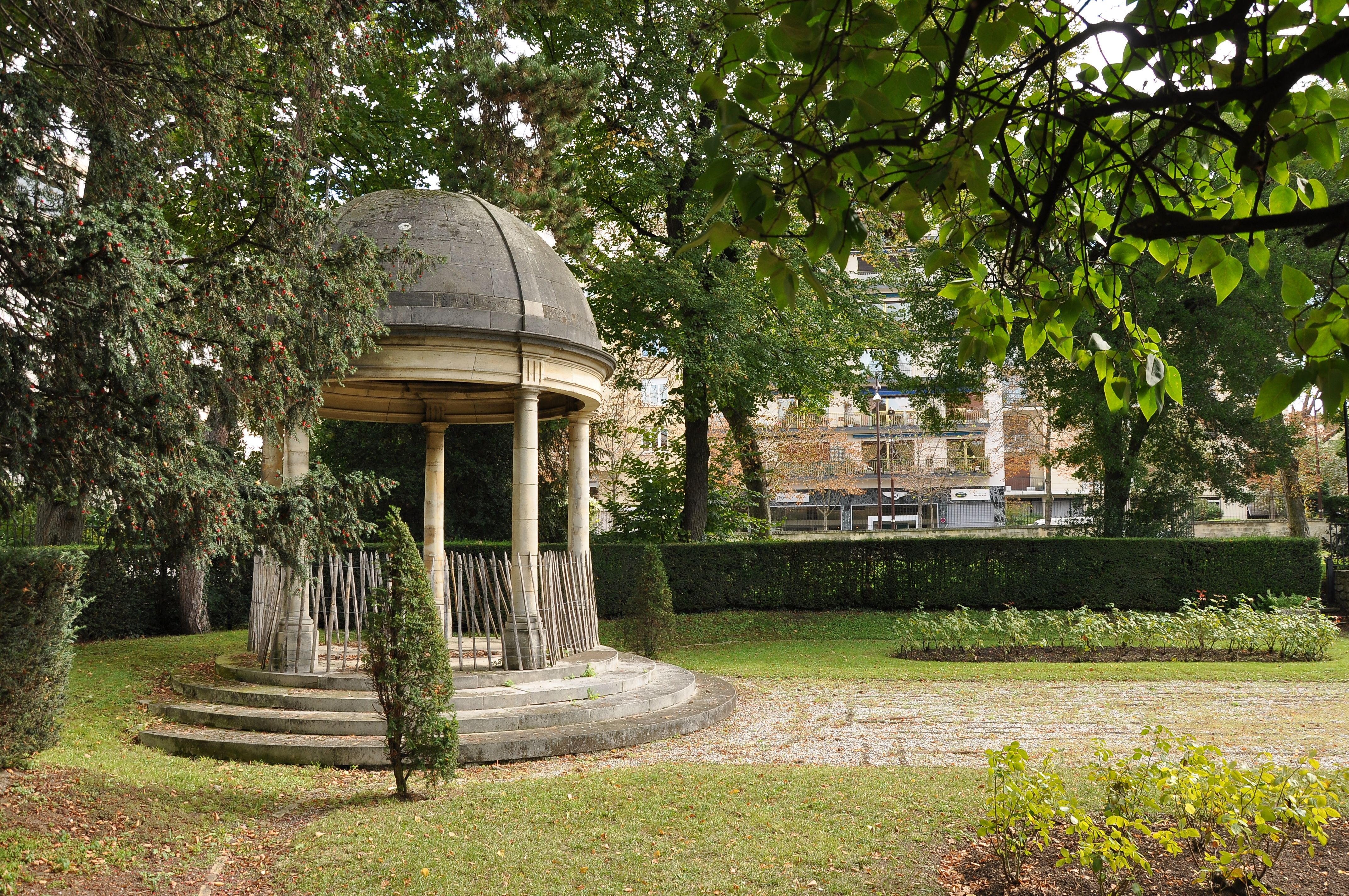
Le Temple de l’Amour.

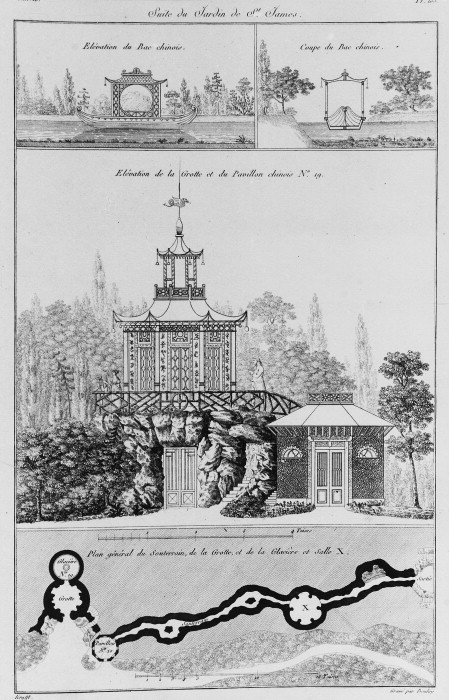
Élévation du Pavillon chinois par Krafft.

Alors que le parc faisait 12 hectares à l’origine, sa superficie n’est plus que de 1,8 hectare en raison du lotissement progressif de celui-ci. Le jardin, plus long que large et approximativement sur un axe nord/sud, ne bordait la Seine que dans sa partie nord où il était le plus large, et s’étendait au sud jusqu’à l’actuel boulevard Richard-Wallace séparant le bois de Boulogne de Neuilly.
Les nombreuses fabriques construites à l’origine ont aujourd’hui pour la plupart disparu. Les pièces d’eau, la rivière et le grand canal supérieur ont été en majorité comblés et ne sont plus en eau de nos jours. De même, le bassin rectangulaire mauresque et la roseraie des années 1920 n’existent plus.
Il reste cependant plusieurs fabriques comme le Grand Rocher. Un « grand pont de pierres de taille » et le fossé qu’il enjambe sont les seuls vestiges de la rivière. Une « colonne antique » a été déplacée et deux vases en pierre qui ornaient l’un des ponts ont été replacés le long du lycée. Un amas de rochers entre la Folie et le pont de pierres de taille est ce qui reste du « pont au-dessus d’une chute d’eau ».

#### Les fabriques
Le  Grand Rocher est la pièce maîtresse du parc et la plus imposante. Il s’agit d’un empilement de blocs de grès de la forêt de Fontainebleau long de quarante-trois mètres, large de dix-huit et haut de douze mètres (soit, respectivement, vingt-deux toises, neuf à dix toises et six toises) abritant des bains. La face principale du rocher était baignée par l’eau du lac forme en son centre un vaste berceau de voûte en rochers, tandis que deux terrasses en avant-corps où débouchent les escaliers se trouvent sur les côtés. Sur chacune d’elles se trouvait une vasque d’où jaillissait un jet d’eau retombant en nappe dans un bassin. Les deux avant-corps sont élevés en talus, décorés de corps de refend et couronnés d’une corniche, et donnent entrée à l’une des deux galeries. Sous le renfoncement de voûte se dresse un portique ayant six colonnes doriques surmontées d’un entablement et d’un fronton. Le mur derrière le portique a une niche en cul-de-four d’où sortait une nappe d’eau « considérable ». De part et d’autre du portique jaillissait aussi de l’eau par deux buses ou canonnières. Toute cette eau tombait dans un lac baignant la base des colonnes et du rocher ; ce lac donnait ensuite naissance à la rivière et fournissait toute l’eau du jardin. Un croquis de Bélanger montre qu’il avait envisagé de faire couler l’eau en éventail du sommet de la rocaille. La façade arrière, qui donne sur le grand canal supérieur, est un mur de pierre en cailloutage et pierre de taille. Au centre, dans un vaste renfoncement de niche cintré en cul-de-four, se trouve une porte menant à la salle de bains. Au sommet du rocher se trouve aussi un réservoir rectangulaire destiné à l’origine à alimenter les bains. L’un de ses côtés est bordé d’un balcon donnant sur le haut de la façade arrière. À l’intérieur du rocher se trouve la salle de bains, inspirée des thermes romains par sa riche décoration de stucs jaunes et d’un plafond en coupole à caissons blancs. Elle était meublée de divans et d’automates. La salle de bains communique avec une grotte obscure, ou « Antre Primordiale », et une galerie pavée de galets débouchant sur une pièce d’eau. Cette fabrique, à elle seule, aurait coûté 1 600 000 livres et Louis XVI, qui aurait vu un jour passer le charroi de blocs de pierre tiré par quarante chevaux, n’aurait plus appelé Sainte-James que « L’homme au rocher »,. La restauration prévoit de rétablir les fontaines à jets et cascades.
Le Jardin clos Art déco et le temple de l’Amour datant de 1925 se trouvent à droite de la Folie. Le temple, au fond du jardin Art déco, est légèrement surélevé. Il est composé de cinq colonnes soutenant un dôme. Ces colonnes proviennent d’un des souterrains de Bélanger. Le jardin Art déco, entouré d’une haie, est fait selon un axe de symétrie formant une perspective depuis la Folie et conduisant le regard jusqu’au Temple. Ce jardin est planté de pelouses, de rosiers, de buissons bas et de buissons taillés en boule ou cône dans des massifs aux formes géométriques. Ses allées gravillonnées sont décorées par des briques affleurant traçant des rectangles et leurs diagonales.
Le Pont en pierres de taille subsiste au-dessus d’un fossé, reste de la rivière asséchée, et, en 2014, est en partie recouvert de végétation en attendant sa restauration.
La Colonne antique a été conservée, mais déplacée au nord-ouest du parc sur une pelouse.
Le Pont au-dessus d’une chute d’eau n’existe plus que sous la forme d’un amas de rochers entre la Folie et le pont en pierres de taille.
L’Animalerie, la basse-cour et la salle de spectacle ont été conçus par Chaussard et se trouvaient au nord du parc. Il s’agissait d’une longue cour entourée de bâtiments sur trois côtés, le dernier côté donnant sur la route du Bois-de-Boulogne-à-Neuilly. Ces bâtiments abritaient principalement des remises et écuries ouvrant sur la cour, mais aussi une salle de spectacle ou théâtre du côté de la rue. Une deuxième cour, circulaire, se trouvait derrière le bâtiment du fond de la première cour. Sur deux côtés de la cour ronde se trouvaient deux salles fraîches dans deux petits bâtiments. Une double rangée de loges et cages servant de volière entouraient la cour.
Le jardinier écossais Thomas Blaikie décrivit le jardin de cette manière :
« This garden is, without doubt, an example of extravagance rather than taste. There is a rock built in front of the house, or rather an arch made of great blocks of stone over which water seems to flow. But although it was built at great cost, it has nothing to do with nature or natural beauty, since the rocks are mixed with carved stones, and there is a small Corinthian temple in the centre, and all the rest is equally ridiculous, because there is no mountain or height in the vicinity to form this enormous mass of rocks. »
— Thomas Blaikie
        
« Ce jardin est, sans aucun doute, un exemple d’extravagance plutôt que de goût. Il y a un rocher construit devant la maison, ou plutôt une arche faite de grands blocs de pierre par-dessus lesquels l’eau semble s’écouler. Mais bien que cela ait été construit à grands frais, cela n’a rien à voir avec la nature ou la beauté naturelle, puisque les roches sont mélangées avec des pierres sculptées, et il y a un petit temple corinthien au centre, et tout le reste est également ridicule, parce qu’il n’y a aucune montagne ou hauteur dans les environs pour former cette énorme masse de roches. »
De même la peintre Élisabeth Vigée Le Brun décrivit ses visites à la Folie en ces termes :

« [...] lorsque M. de Sainte-James eut arrangé sa maison et son magnifique jardin de Neuilly, ce qu’en a toujours appelé la folie Sainte-James, il m’engagea à venir y dîner avec quelques-uns de mes amis. Cette journée fut agréable ; il nous promena dans ce beau parc, qui venait de lui coûter des trésors. Entre autres folles dépenses, on avait construit un rocher factice, dont les énormes pierres, apportées de fort loin sans doute, et à bien grands frais, avaient l’air de n’être que suspendues. J’avoue que je le traversai très rapidement, tant ces voûtes immenses me paraissaient peu solides.
C’est dans cette superbe habitation que M. de Sainte-James se plaisait à donner de véritables fêtes. Je m’y rendis un jour pour y voir jouer la comédie. Tant de personnes étaient invitées et parcouraient le jardin avant et après le spectacle, qu’on se croyait dans une promenade publique. »

— Élisabeth Vigée Le Brun, Souvenirs

Actuellement, les fabriques ainsi que le perron en bois sont interdits d’accès par un grillage pour des raisons de protection et de sécurité en attendant leur restauration.

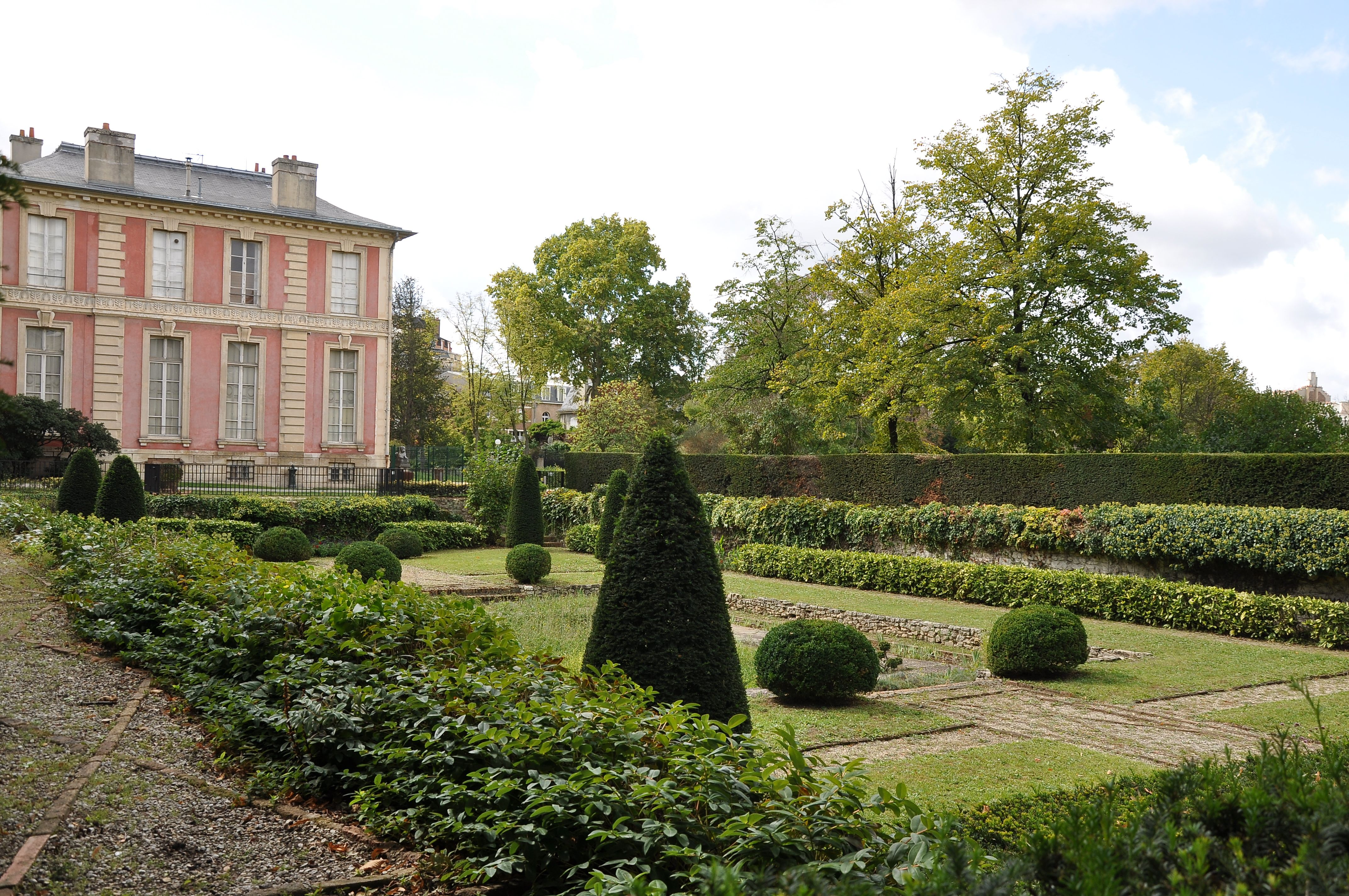
Le jardin clos Art déco et la Folie.
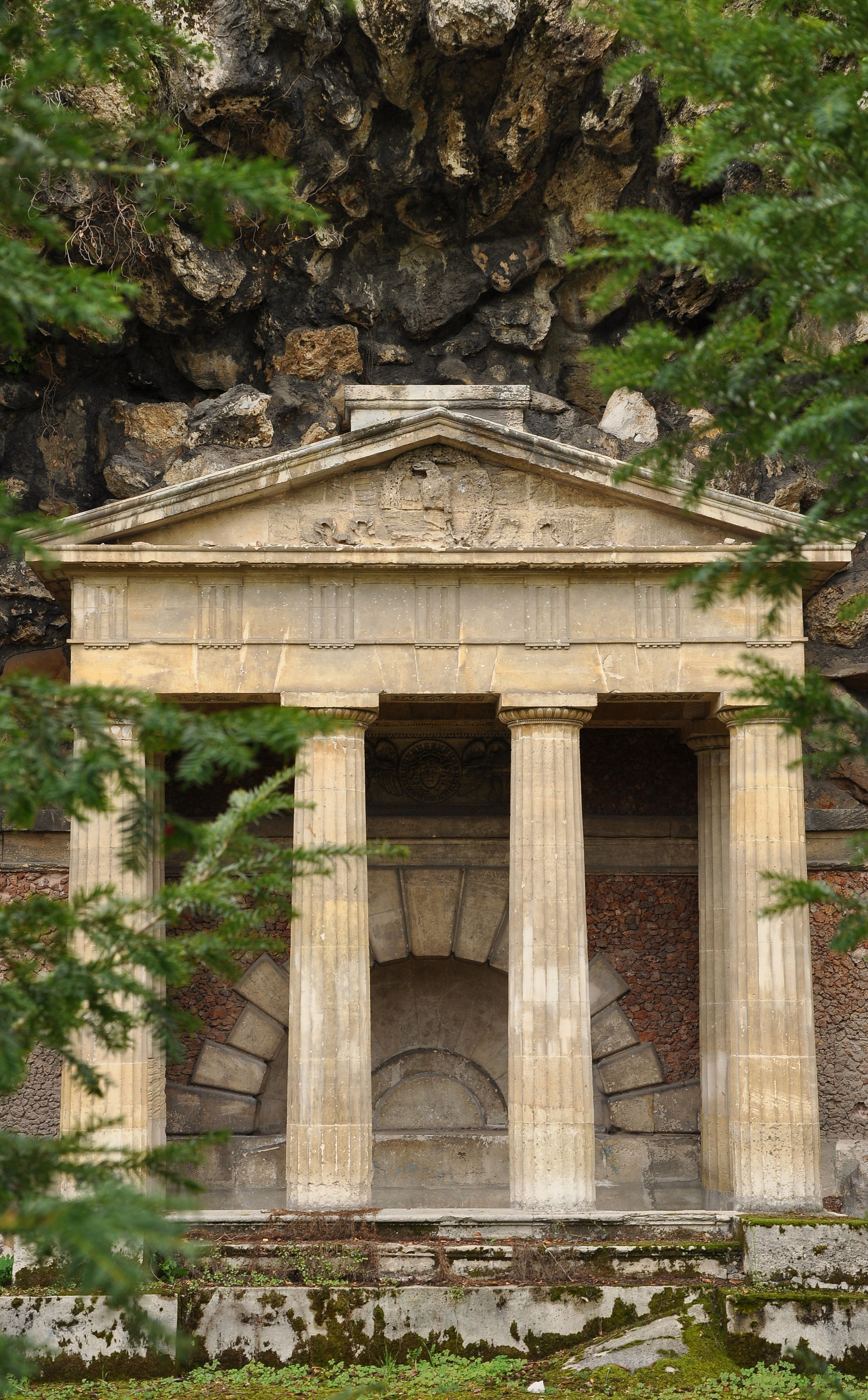
Le portique du Rocher.
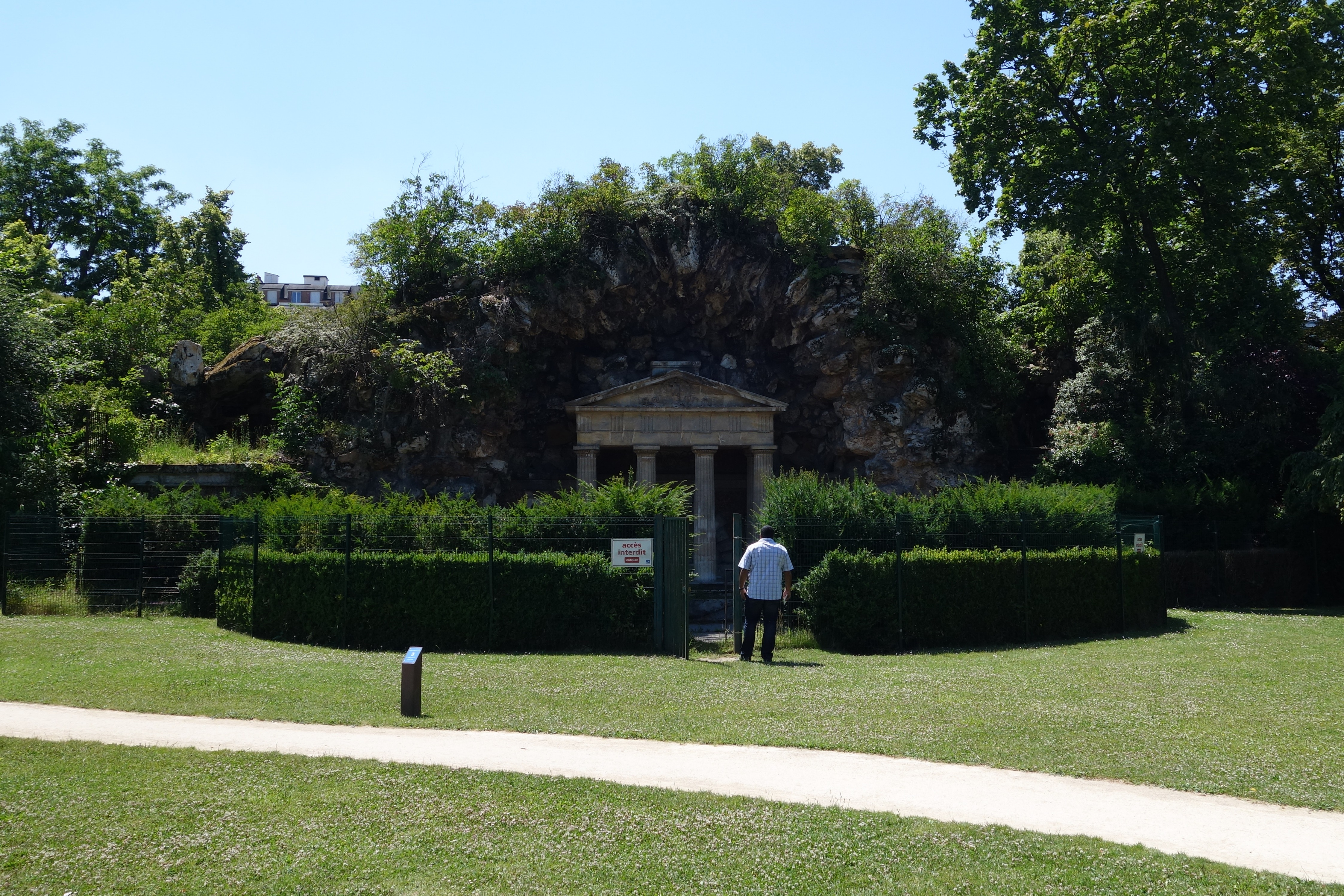
Le Rocher.
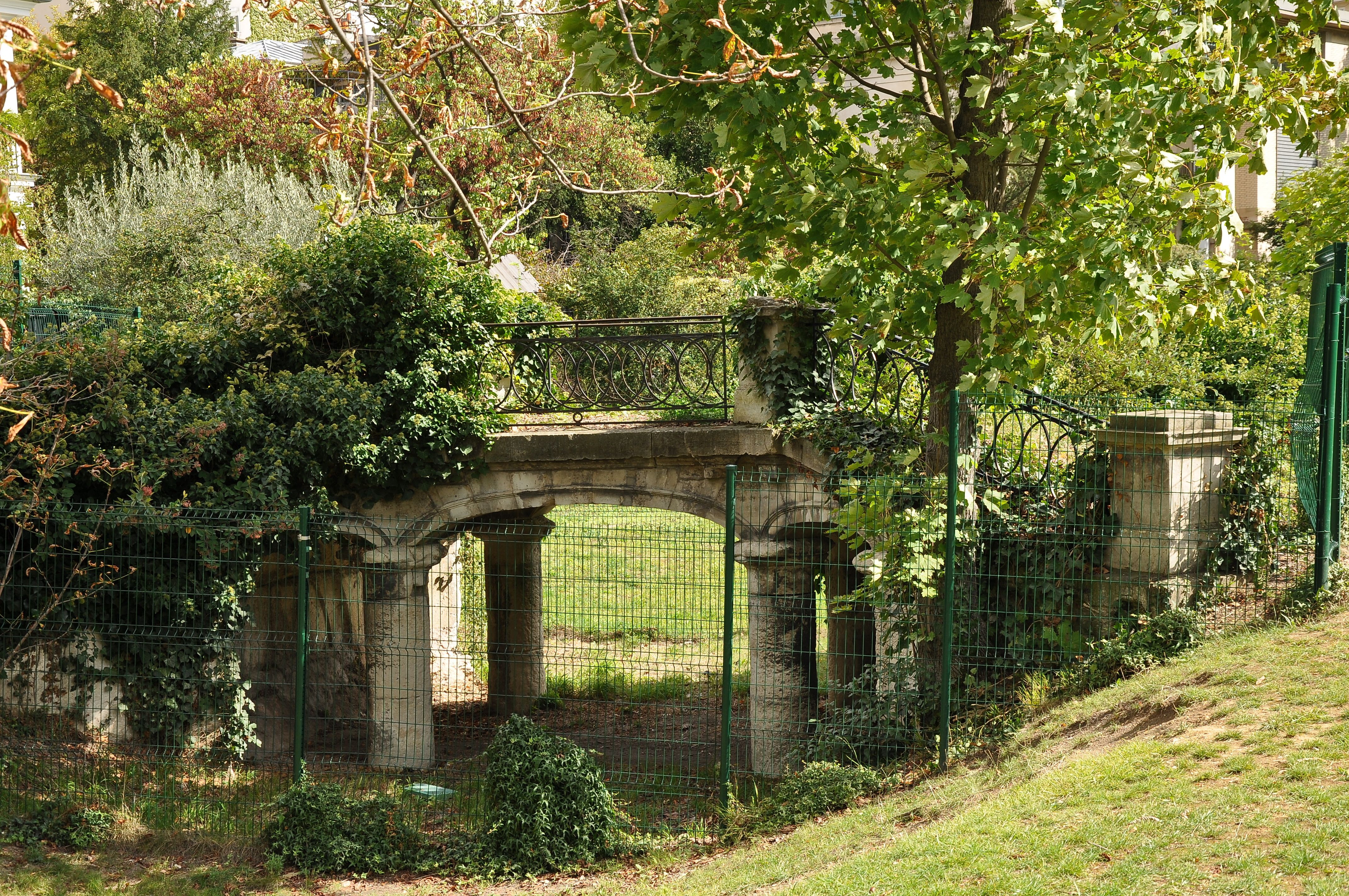
Le pont en pierre de taille, vestige de la rivière artificielle.
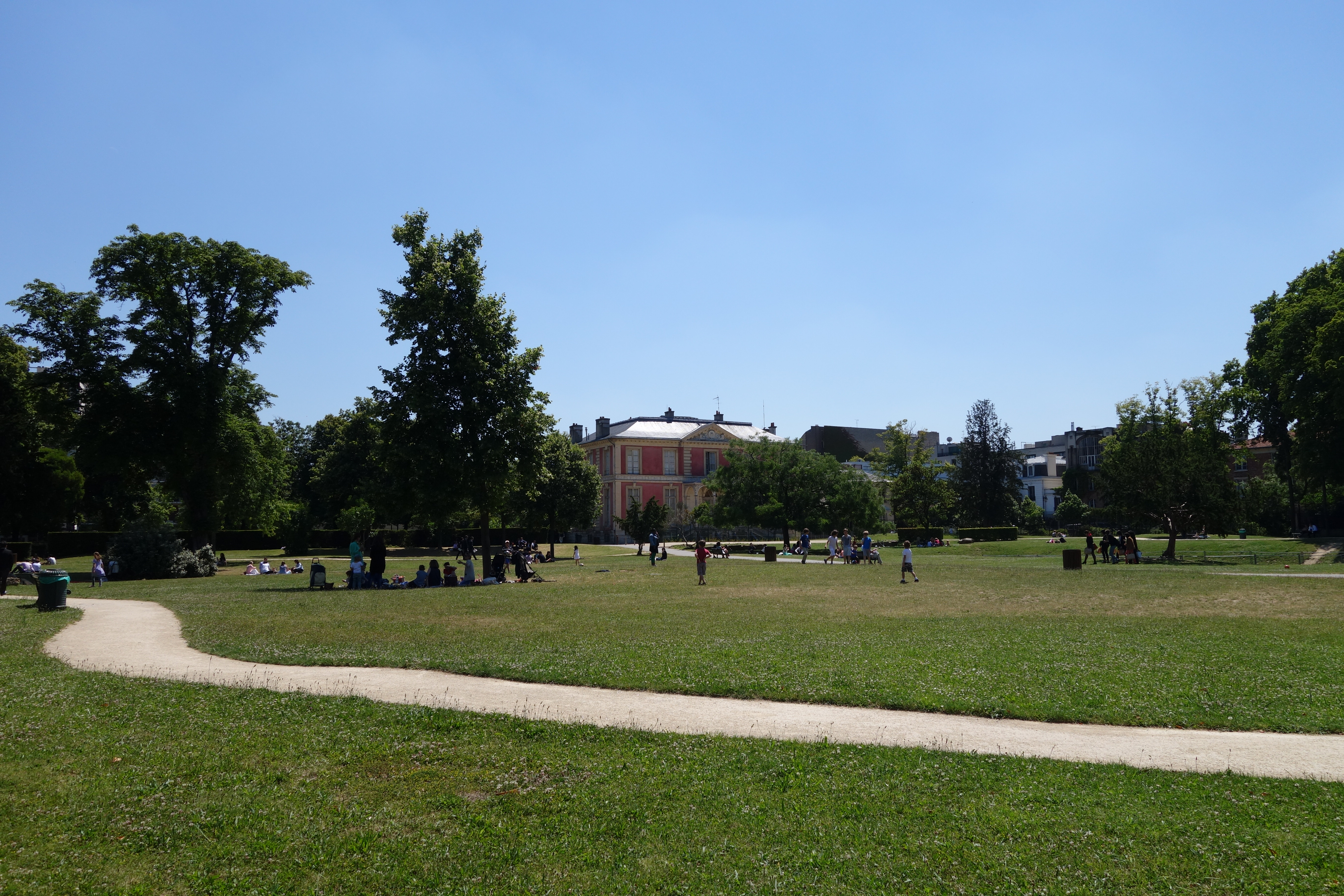
Vue du jardin en 2014.

#### Le Cabinet d'histoire naturelle ou Pavillon de Musique
À l’extrémité nord du parc d’origine se trouve le Cabinet d'histoire naturelle ou Pavillon de Musique. Il s’agit d’un petit bâtiment carré de brique et de pierre édifié vers 1784 par Jean-Baptiste Chaussard pour exposer la collection de minéraux et coquillages du baron de Sainte-James. La plupart furent ramenés par le comte de Puységur, enseigne de vaisseau du roi et océanographe. Les trois serres chaude et froides qui entouraient le cabinet et dans lesquelles étaient cultivés des fruits exotiques et des fleurs disparurent dès 1812. Elles s’étendaient en prolongement de la façade avant du cabinet d’histoire naturelle et sur ses côtés. Les serres froides étaient du côté nord. Le pavillon devint une chapelle lorsque la Folie Saint-James devint une maison de repos en 1851.
L’intérieur comprend notamment une coupole décorée de stucs peints de Lhuillier sous forme de caissons et rosaces dans le style antique. Le sommet de la coupole est une verrière conique, surmontée d’une flamme en tôle, permettant un éclairage zénithal. Une rose des vents orne le sommet intérieur de la verrière sous la flamme. À l’intérieur, les quatre portes sont surmontées de tympans en stuc figurant deux femmes en tenue antique tenant des guirlandes de chaque côté d’un vase tripode à têtes de bélier. Entre les quatre tympans se trouvent quatre voûtes en cul-de-four décorées de caissons. Les pendentifs séparant ces tympans de ces voûtes sont décorés en alternance d’une Allégorie de la Renommée tenant une trompette ou d’une Allégorie de la Victoire ailée portant une couronne. Les frontons à feuilles d’acanthe directement au-dessus des portes, la frise de palmettes en bas de la coupole, la frise de rais-de-cœur autour des tympans et les perles complètent ce décor à l’antique. Le pavillon est aujourd’hui entre deux immeubles, entre la villa de Madrid et la rue du Général-Henrion-Bertier (no 3-5), le parc autour de lui ayant été loti. Il est inaccessible au public (sauf, parfois, lors des Journées du patrimoine) et dans un état assez moyen. Il appartient à la commune de Neuilly.

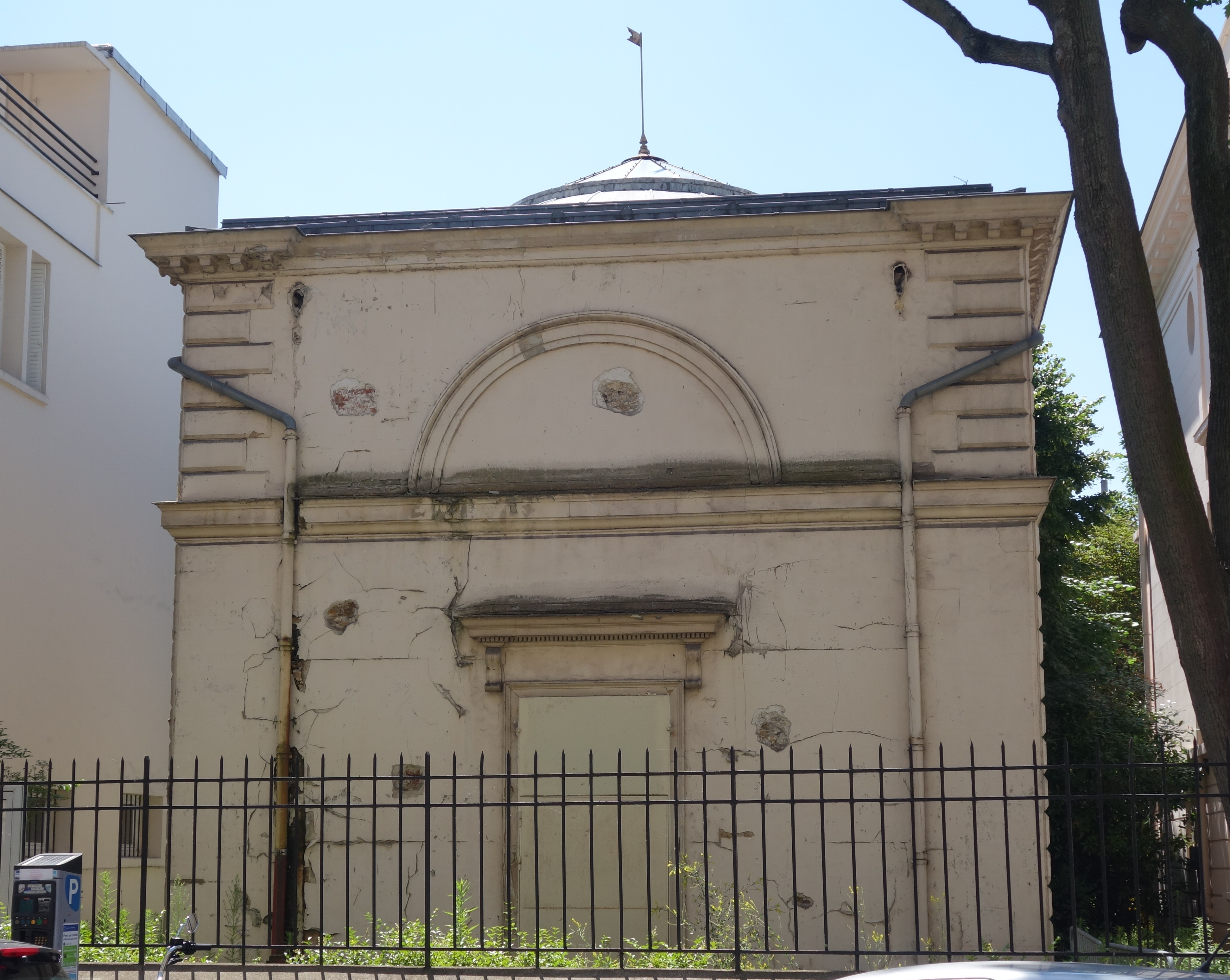
La façade côté rue.
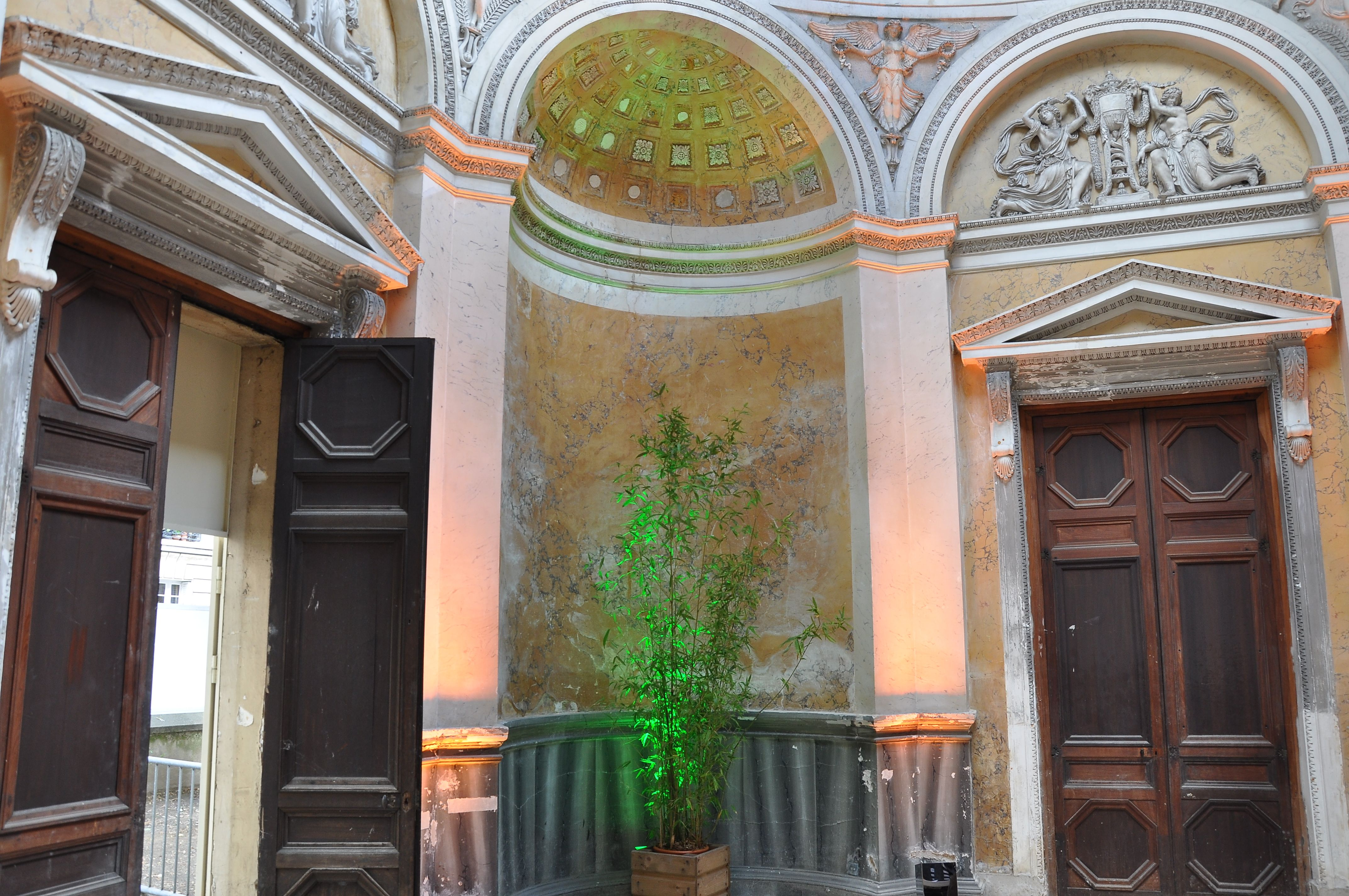
L’intérieur.
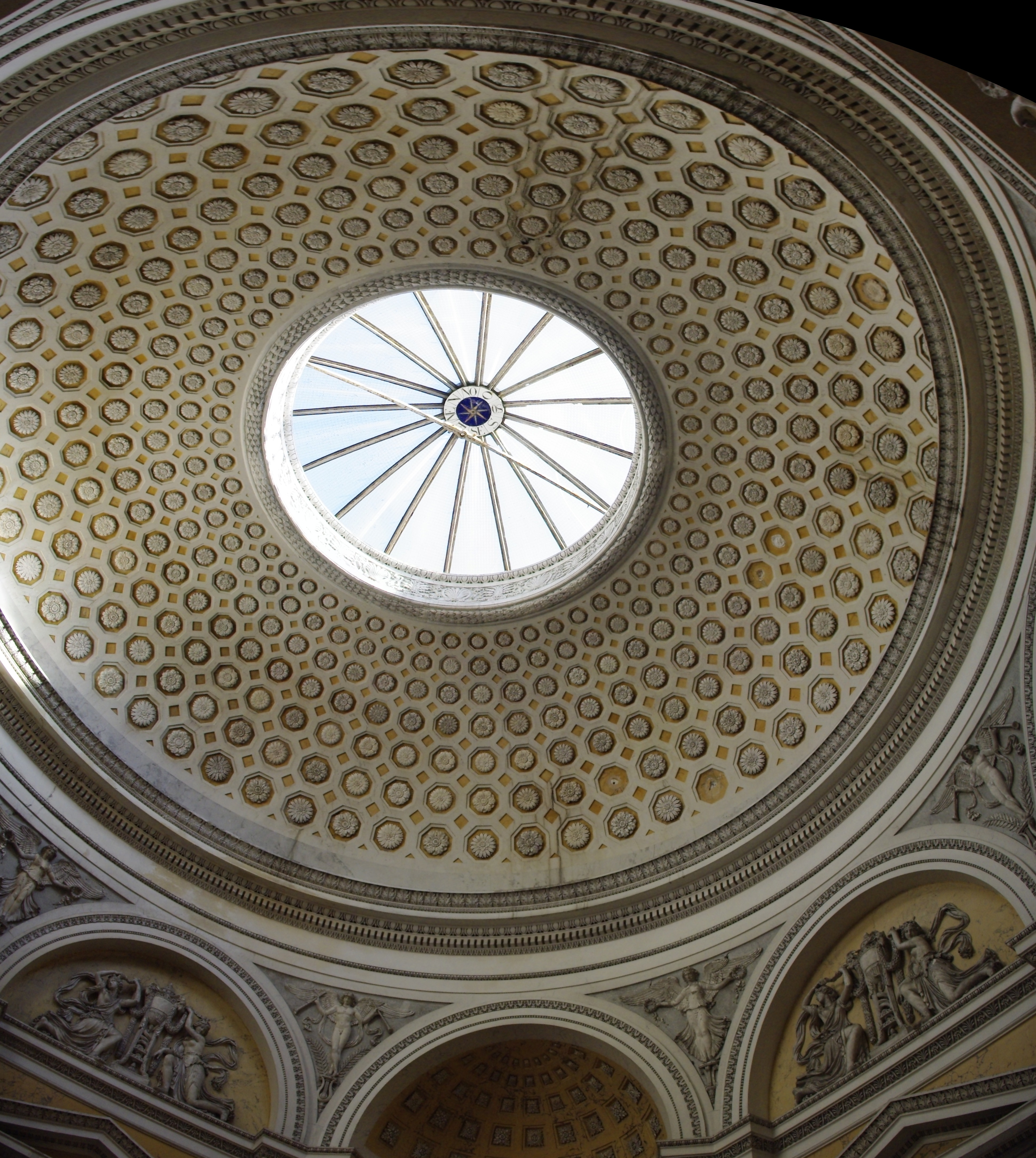
La coupole.

## Galerie
Élévations par Krafft et Ransonnette de la Folie et des fabriques :

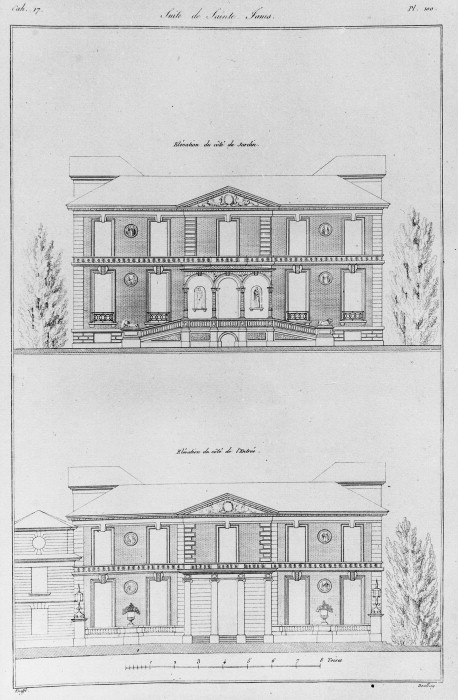
Les façades.
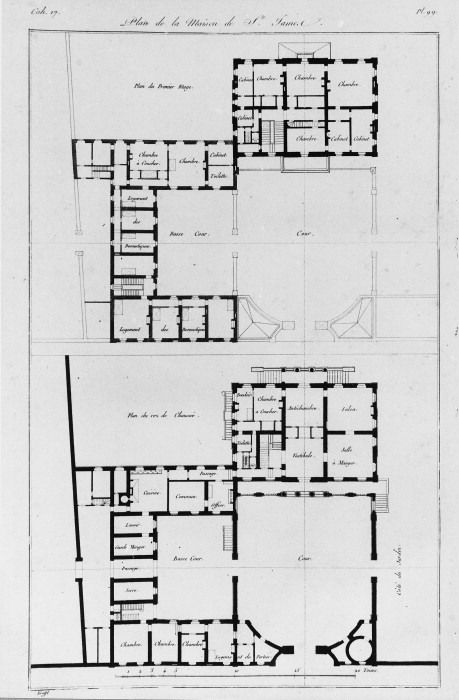
Plan de la Folie et des communs.
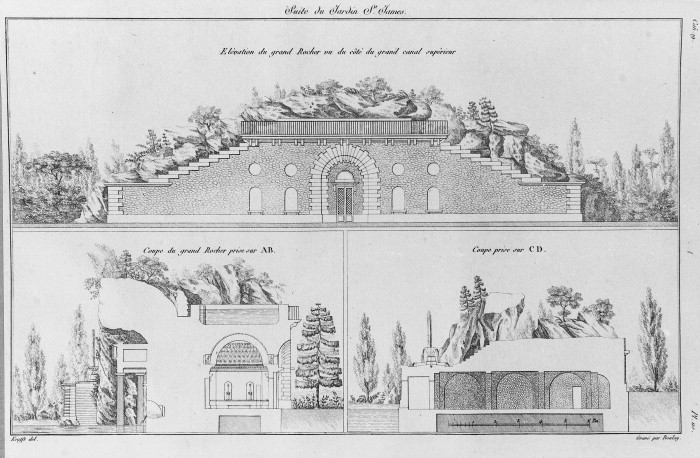
Façade arrière du Grand Rocher et deux sections de celui-ci.
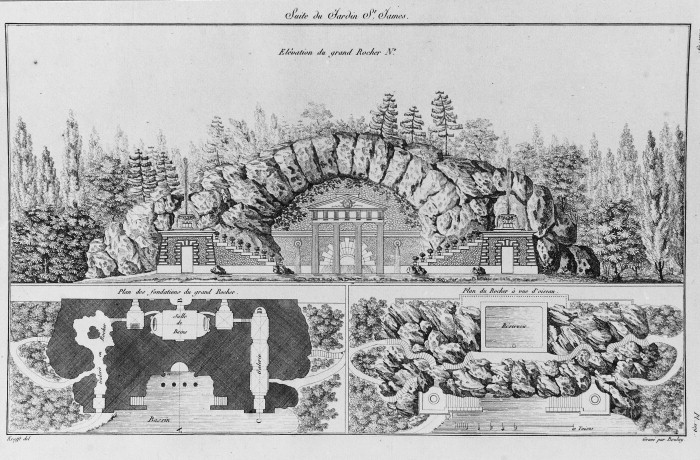
Le grand Rocher.
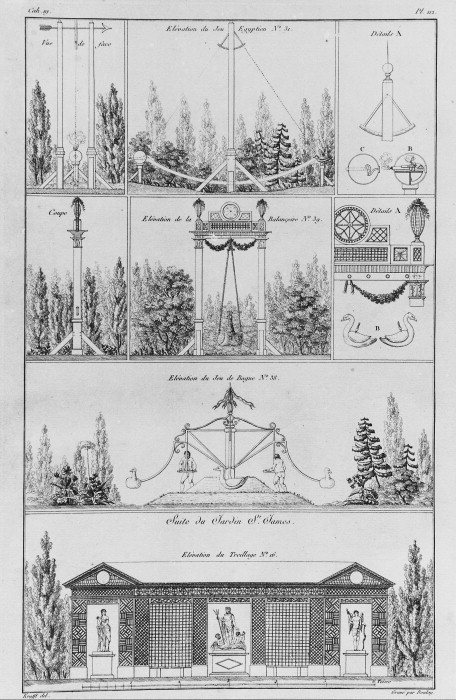
De haut en bas : le Jeu Égyptien, la Balançoire, le Jeu de Bague, le Treillage.